# 杰克·威尔逊
杰克·威尔逊（英語：Jack Wilson，1914年9月17日—1997年2月16日），英国男子赛艇运动员。他曾代表英国参加1948年夏季奥林匹克运动会赛艇比赛，获得男子双人单桨无舵手金牌。